# Lamine Diawara
Lamine Diawara (Bamako, 22 gennaio 1971) è un ex cestista maliano.
È il fratello di Naré e Djéné Diawara.

## Carriera
Ha militato in varie squadre libanesi e nell'Al-Ittihad in Siria. Ha vestito per molti anni la maglia del Mali.